# Oldřich Kerhart
Oldřich Kerhart (25. ledna 1895 Poděbrady – 18. listopadu 1947 Praha) byl český akademický malíř, od roku 1940 předseda spolku Umělecká beseda a poválečný profesor Pedagogické fakulty Univerzity Karlovy v Praze. Ve svém malířském díle ve věnoval především krajinomalbě, rád maloval krajinu Polabí a rodné Poděbrady. Během života měl osm samostatných výstav a poté několik dalších posmrtných. Napsal též řadu statí o umění a nacisty zakázanou divadelní hru o Josefu Mánesovi.

## Život

### Mládí a studia
Narodil se roku 1895 v Poděbradech. Jeho otec Vojtěch Kerhart st. (1863–1924) byl zakladatelem největšího průmyslového podniku ve městě (Kerhartova pila a cihelna), dlouholetým okresním starostou a starostou Sokola. Vojtěch Kerhart st. měl z prvního manželství syna Vladimíra Kerharta, který byl podnikatelem. Roku 1891 se podruhé oženil s Anežkou Knoblochovou z Poděbrad, se kterou měli pět dětí. Jeho sourozenci byli architekt Vojtěch Kerhart (1892–1978), Jaromír Kerhart (1897–1943), který po otci převzal řízení rodinného podniku, Olga Kerhartová (*1899) a Věra Kerhartová (*1900). Bratranec František Kerhart byl architektem a autorem poděbradské městské spořitelny na Riegrově náměstí.
Oldřich Kerhart maloval už během studií na nymburské reálce, kde roku 1913 odmaturoval. Z té doby pochází například jeho pastel Poděbradský zámek. Roku 1915 začal studovat na pražské Akademii výtvarných umění. Byl přijat do ateliéru Jana Preislera, kde také navázal přátelství s Vojtěchem Sedláčkem a Vlastimilem Radou. Roku 1917 Kerhart debutoval na společné výstavě pražských uměleckých spolků v Obecním domě. Zanedlouho se však musel začít ukrývat před odvodem na fronty první světové války. Útočiště v Náchodě mu poskytl tamní lékař MUDr. Skácelík. Kerhart malovat nepřestal, přestože se po Náchodsku musel pohybovat v přestrojení. Jeho obrazy z té doby většinou nebyly signovány.
Po skončení války mohl Kerhart pokračovat ve studiu malby. Od roku 1919 byl členem Umělecké besedy, kde se nová generace umělců (Martin Salcman, Vojtěch Sedláček, nebo Vlastimil Rada) podílela na oživení její činnosti. Svými články navíc začal přispívat do spolkového sborníku Život, založeného roku 1921. Své statě tam publikoval až do roku 1946. Roku 1921 společně se Zdeňkem Rykrem procestoval severní Německo a roku 1922 severní Itálii.

### Návrat do Poděbrad
V roce 1923 se Kerhart z rodinných důvodů vrátil zpět do Poděbrad. Ve městě zůstal pět let, během kterých podnikl dvě studijní cesty po Evropě. Roku 1924 odjel na Korsiku, roku 1925 do Paříže a roku 1927 pak na cestě po Itálii (včetně Sicílie) doprovodil Vratislava Hugo Brunnera. Na svých cestách maloval, jeho poděbradský pobyt však byl dobou umělecké krize a hledání. Roku 1928 se usadil v Praze, kde získal místo redaktora obrazové části časopisu Český svět. Byl jím do roku 1932. Do rodných Poděbrad se však často a rád vracel.
Roku 1933 Kerhart podnikl studijní cestu do Salcburku a Alp, přičemž v roce následujícím se v jeho díle objevil nový důležitý motiv – město Praha (té se obzvláště věnoval v době okupace). Roku 1935 pro změnu procestoval Jugoslávii.

### 2. světová válka

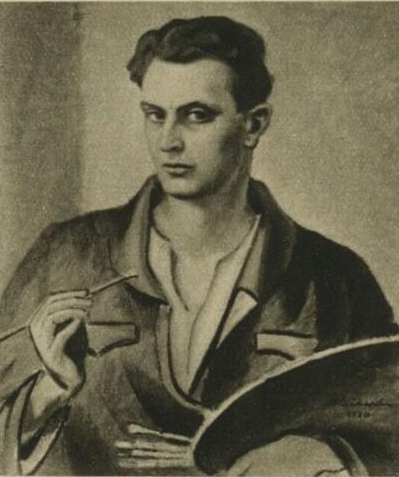
Autoportrét (1941)

Obtížné bylo pro celou Kerhartovu rodinu období druhé světové války. Oldřich Kerhart od roku 1940 vykonával funkci předsedy Umělecké besedy, kterou byl pověřen pro svou „rozvážnost, společenský takt a národní spolehlivost“. V letech 1941–1943 měl tři samostatné výstavy, přičemž ještě napsal divadelní hru o Josefu Mánesovi, která byla po premiéře 1. 4. 1941 osmkrát uvedena v Prozatímním divadle. (Josefa Mánesa hrál Eduard Kohout, v dalších rolích Marie Glázrová či Lída Baarová.) Hra byla Němci kvůli svému vlasteneckému étosu zakázána. V roce 1943 byl jeho bratr Jaromír Kerhart kvůli zapojení do odboje umučen v koncentračním táboře Auschwitz.

### Závěr života
Oldřich Kerhart na sklonku války vážně onemocněl a již nikdy se neuzdravil. Roku 1945 byl ještě jmenován profesorem Pedagogické fakulty Univerzity Karlovy v Praze, do výuky se však nezapojil a v listopadu 1947 zemřel. Pohřben byl do rodinné urnové hrobky v Poděbradech, ozdobené sochou od Karla Lidického.

## Dílo
Rané dílo Oldřicha Kerharta, např. Krajina s dvěma figurami (1917), Senoseč (1918),  Zima ve Statenicích (1918), Kostelík (asi 1918) a Poděbrady od Skupice (1919), spadá do kontextu českého krajinářského expresionismu. Autor byl zřejmě ovlivněn tvorbou Otakara Nejedlého, se kterým měl kontakt během I. sv. války. 
Krátce po r. 1920 nastává výrazný zlom v jeho tvorbě a kloní se k dobovému neoklasicismu a Nové věcnosti, např. Žena v kavárně (1922) a Dvojice v zahradní restauraci (1922). Tvorba z poloviny dvacátých let je blízká generačnímu sociálnímu umění. Není mu však vlastní existenciální pojetí, které můžeme pozorovat v díle členů později ustanovené Sociální skupiny Ho-Ho-Ko-Ko. Jeho postavy v krajině a na městském předměstí vyjadřují spíše atmosféru běžného pracovního dne nebo poklidného nedělního odpoledne. 
Další přelomový okamžik v jeho tvorbě lze spojit s cestou do Itálie v r. 1927. Zde vznikají některá vynikající umělecká díla (např. Jižní krajina a Olivový háj u Taormíny), na která pak umělecky navazují obrazy Od Jizery (1929), Pradleny (1930) a Zátiší (tempera,1930). V těchto obrazech Oldřich Kerhart nachází svůj typický umělecký výraz, který se vyznačuje letmou a sumární čarou naznačující tvar a plošně pojatou barvou, do jisté míry nezávislou na obrysové lince. Za zmínku stojí i obrazy z pozdějších zahraničních cest, silného poetického účinku, jako je Kotviště lodí (1935) a variovaný obraz Pohled z okna (1938 a 1940), kde již barva vzhledem k obrysové lince je více ukázněná. 
V souladu s malíři domova, se svými druhy z Výtvarného odboru Umělecké besedy, celý život zobrazoval českou krajinu, zejména pak v oblasti středních Čech a Českého ráje. Z městských krajin jej nejvíce zaujaly Poděbrady a později Praha (např. Viadukt na Žižkově, Belvedér a Praha v zimě).

## Samostatné výstavy
- 1928 – Alšova výstavní síň Umělecké besedy, Praha
- 1932 – Akvarely a kresby ze Sicílie
- 1936, 1939, 1940 a 1941 – Alšova výstavní síň Umělecké besedy, Praha
- 1942 a 1943 – Topičův salon, Praha
- 1958 – Alšova výstavní síň Umělecké besedy, Praha
- 1975 – Středočeská galerie, Praha

## Galerie

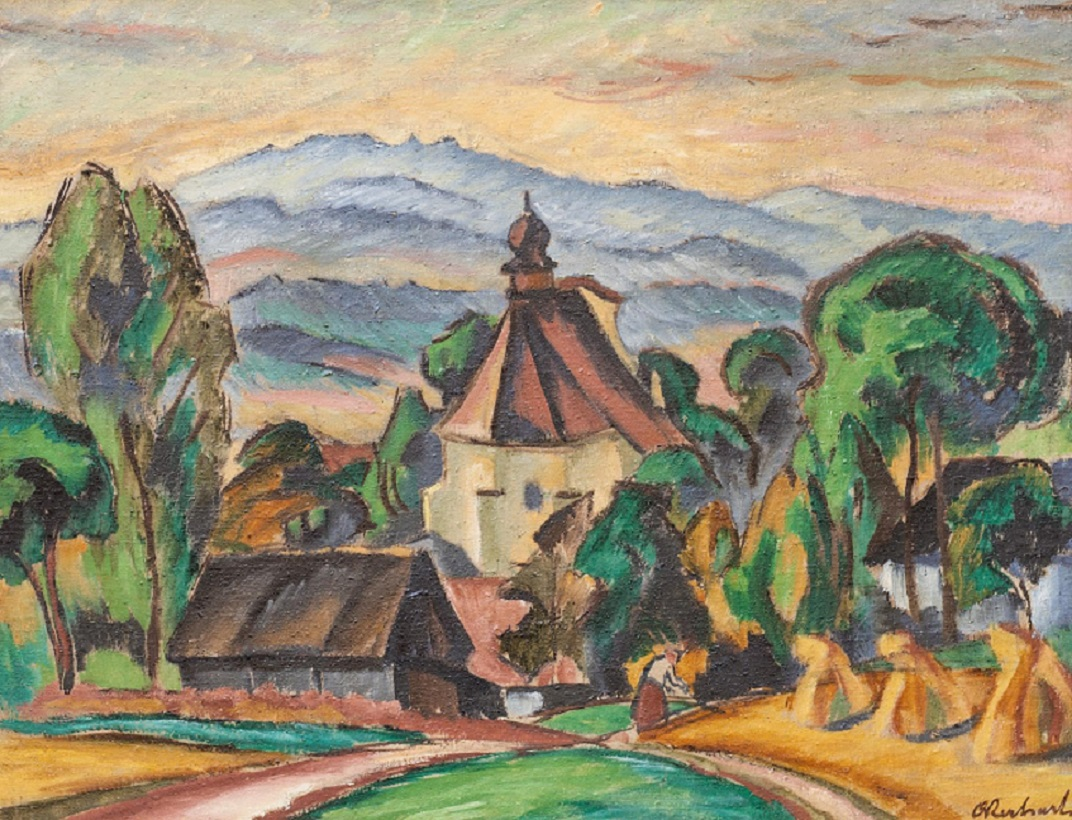
Oldřich Kerhart Kostelík (asi 1918)
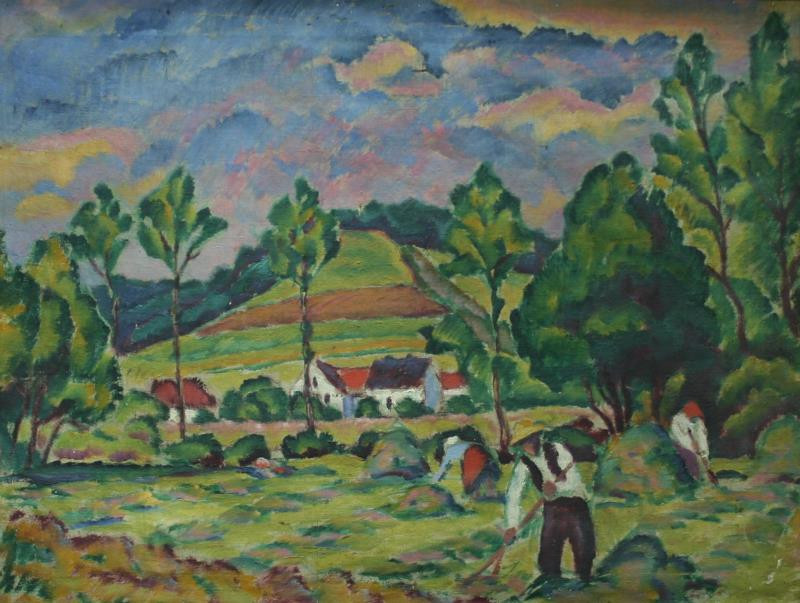
Oldřich Kerhart Senoseč I (1918)
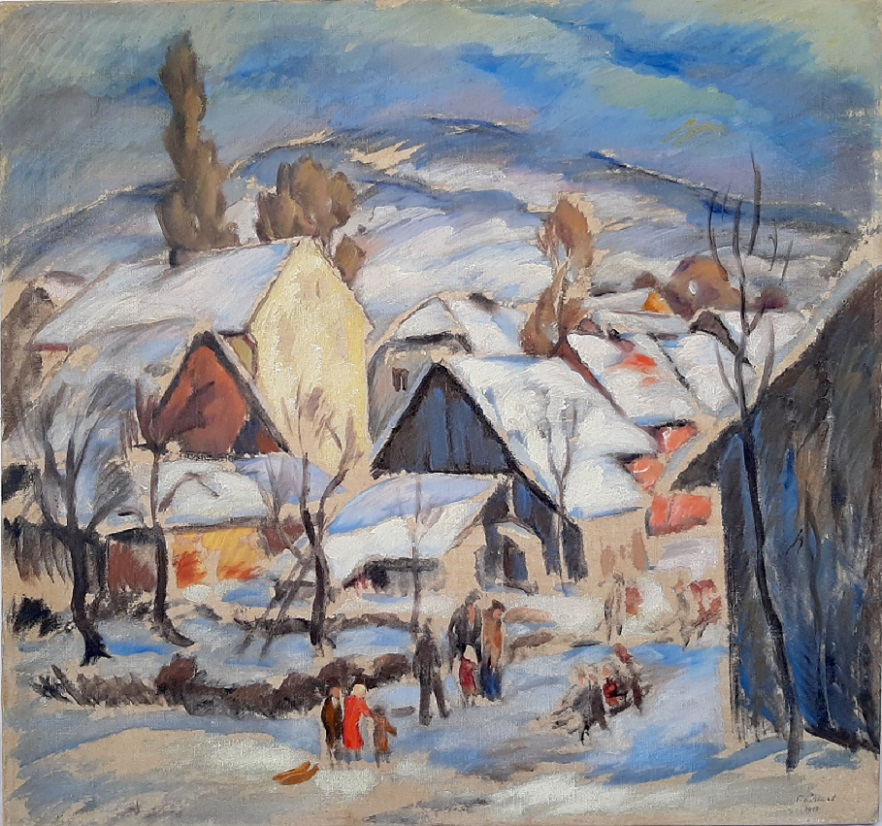
Oldřich Kerhart Zima ve Statenicích (1918)
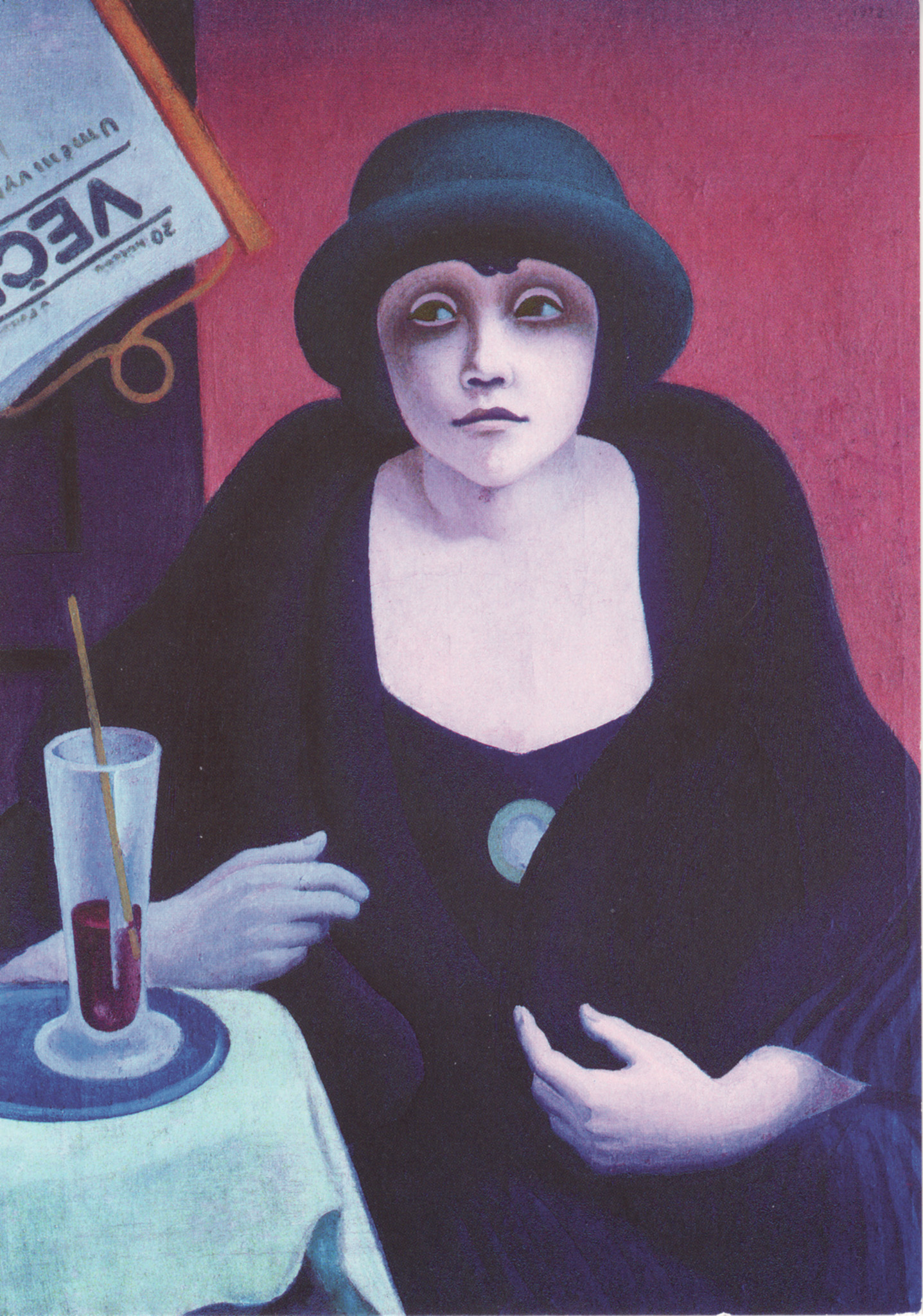
Oldřich Kerhart V kavárně (1922)
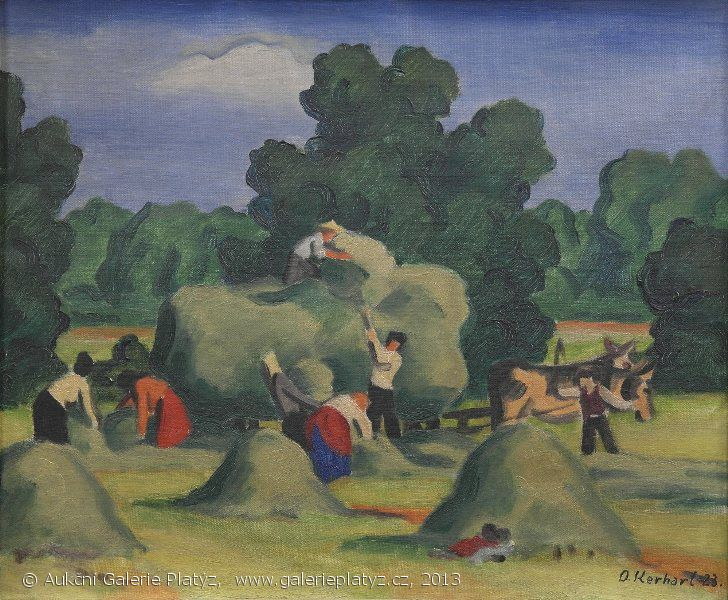
Oldřich Kerhart Senoseč II (1923)
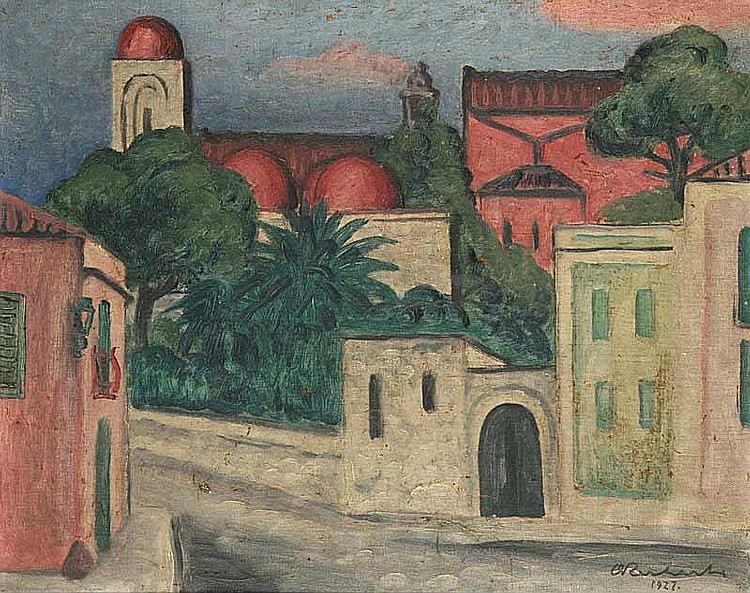
Oldřich Kerhart Z jihu (1927)
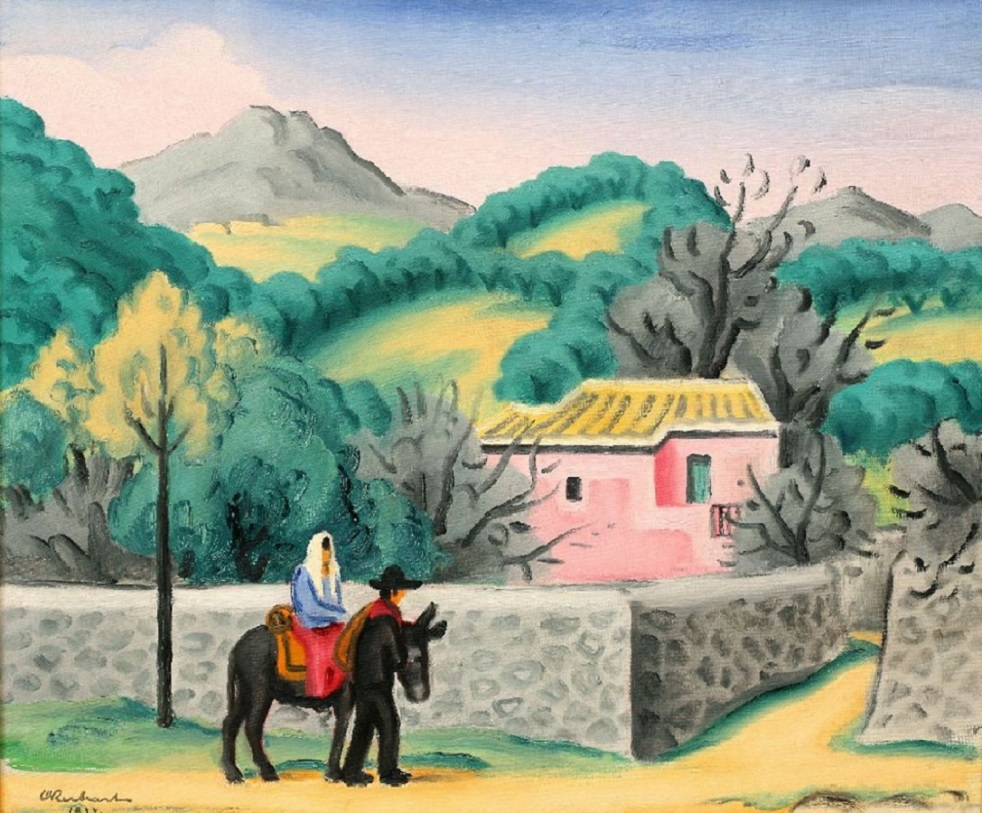
Oldřich Kerhart Jižní krajina (1927)
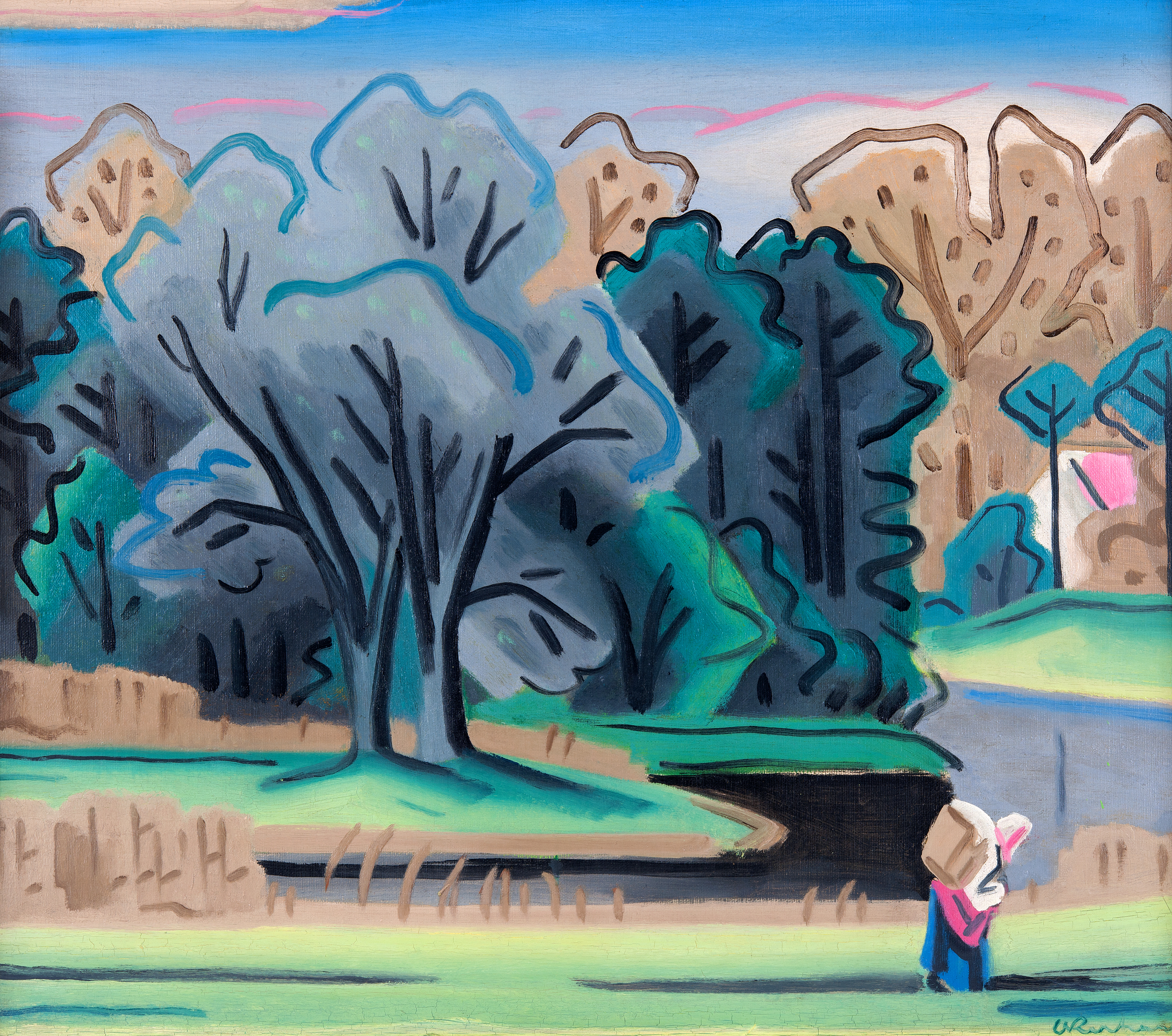
Oldřich Kerhart Od Jizery (1929)
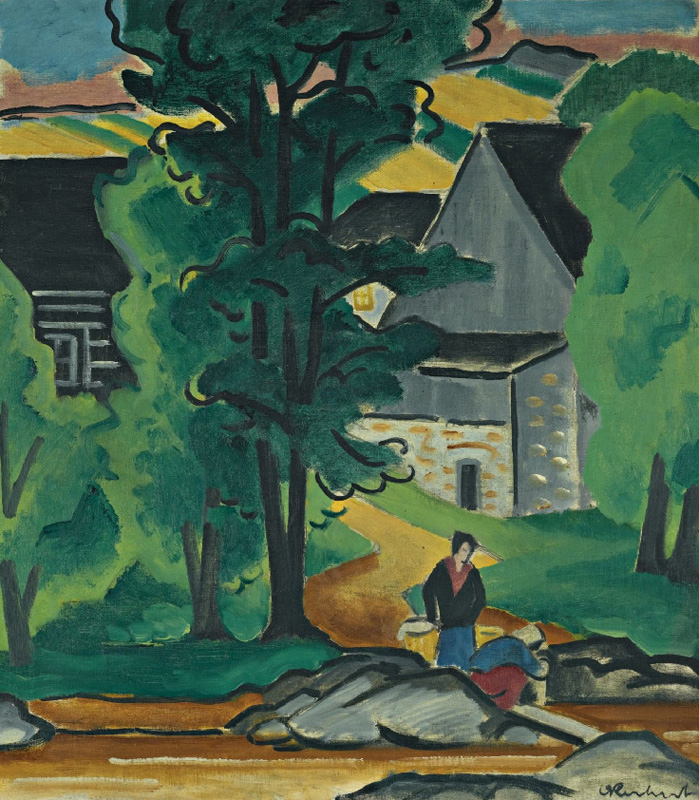
Oldřich Kerhart Pradleny (1930)
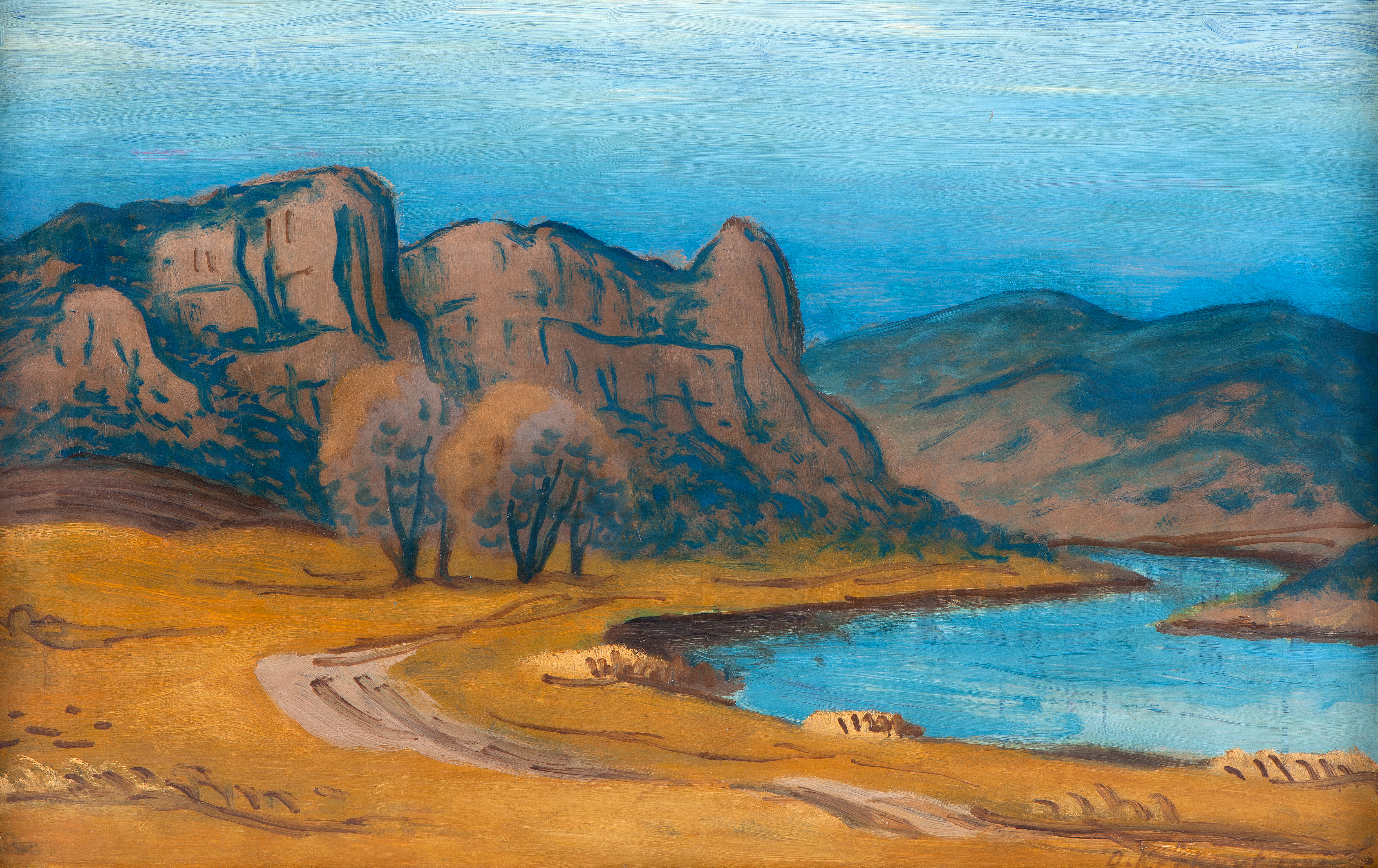
Oldřich Kerhart Od Berouna (1934)
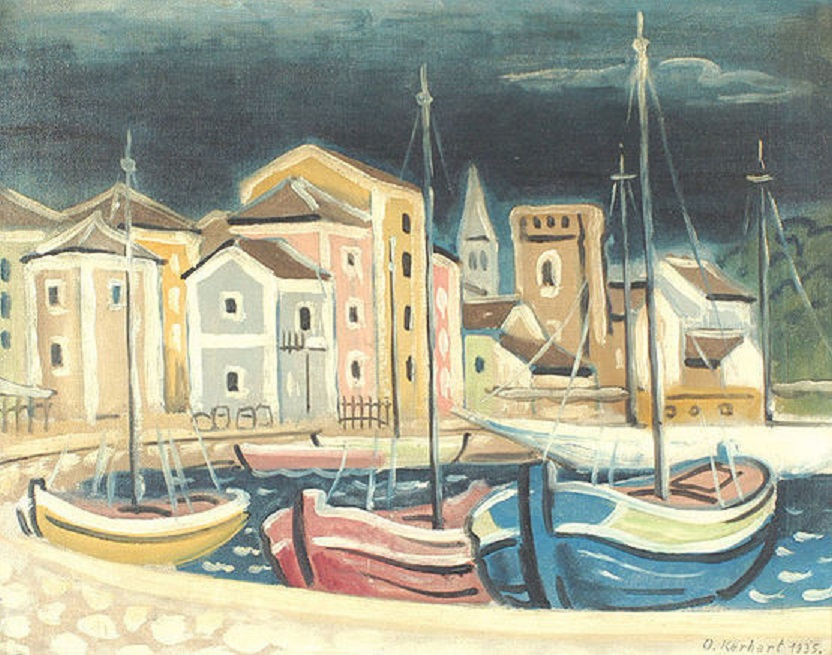
Oldřich Kerhart Kotviště lodí (1935)
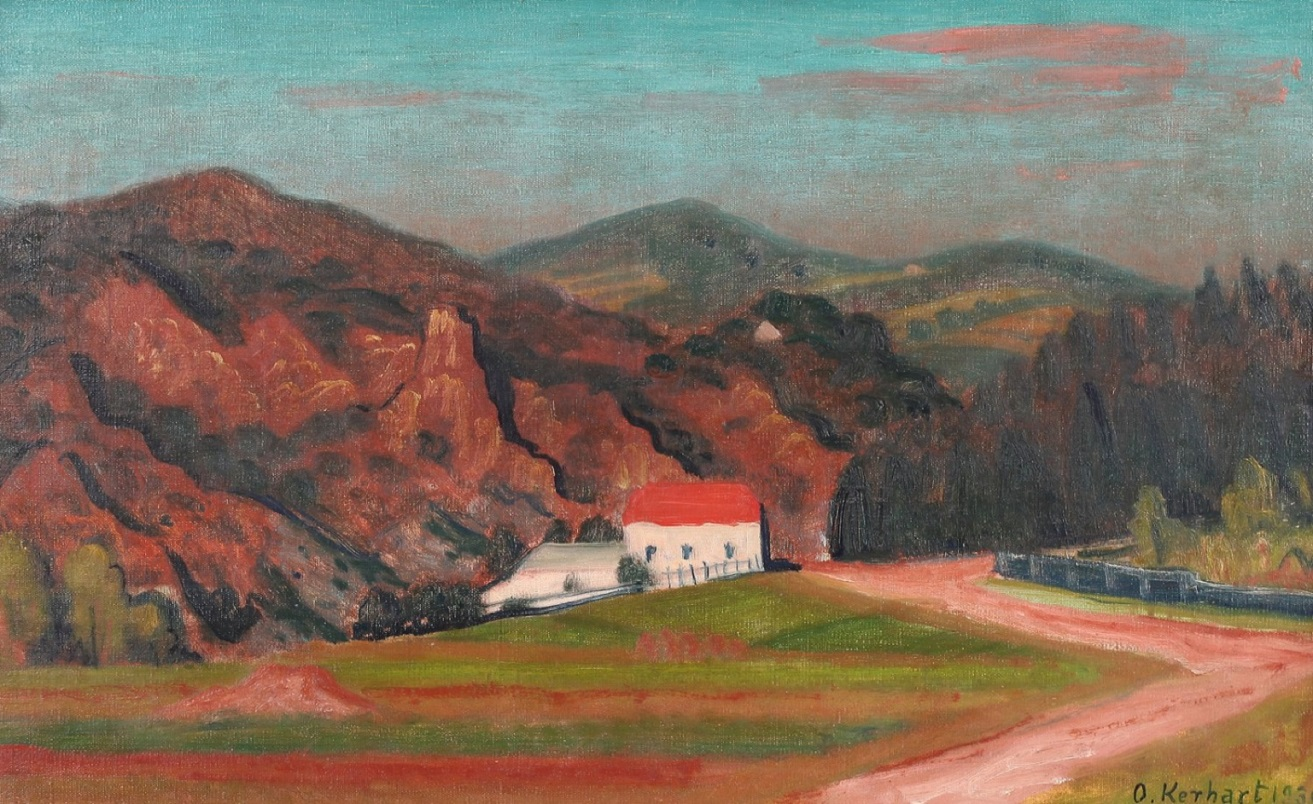
Oldřich Kerhart Krajina s domem (1936)
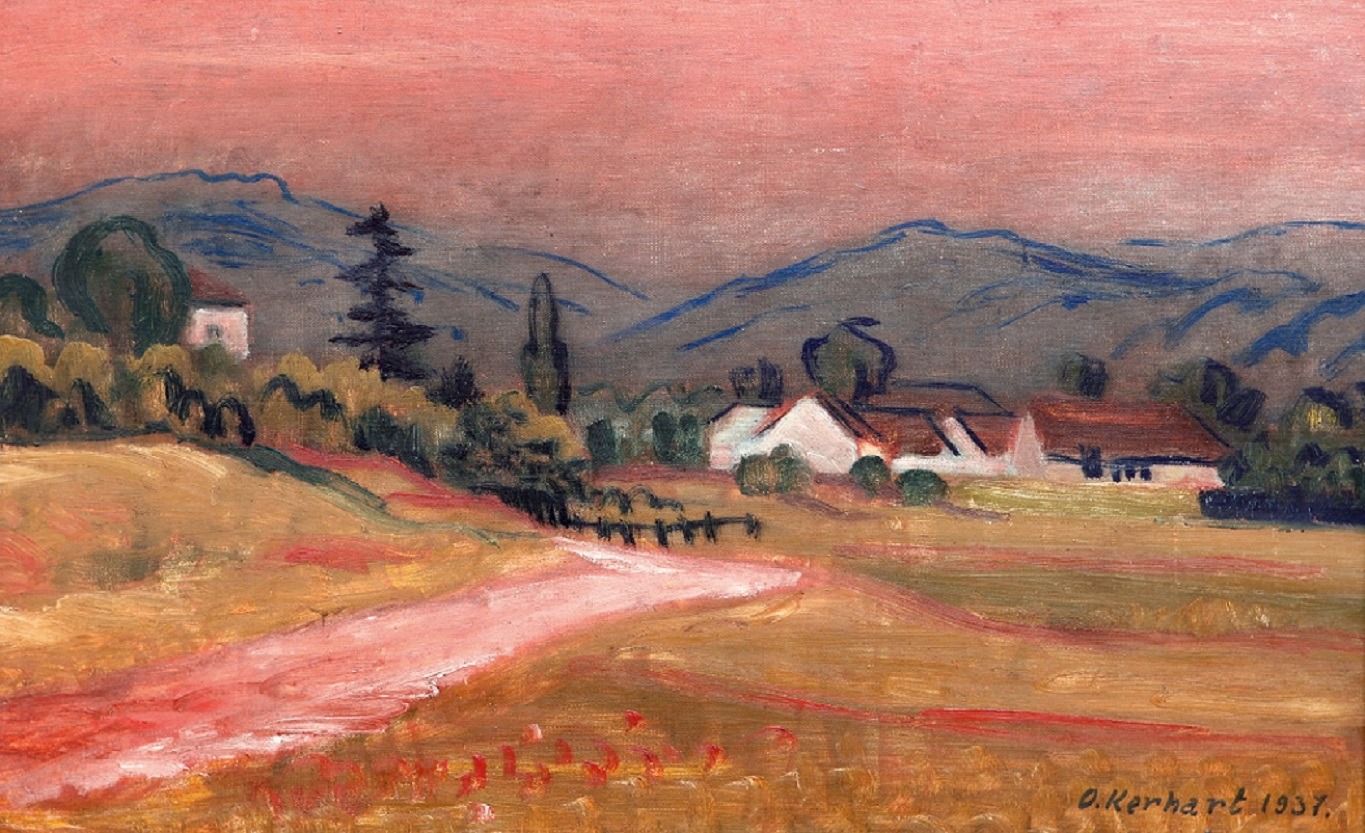
Oldřich Kerhart Na Sázavě (1937)
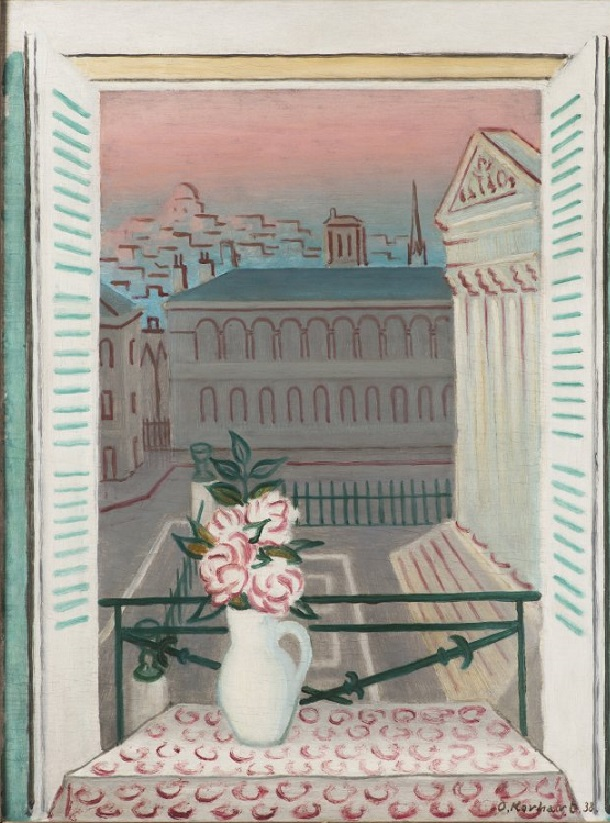
Oldřich Kerhart Pohled z okna (1938)
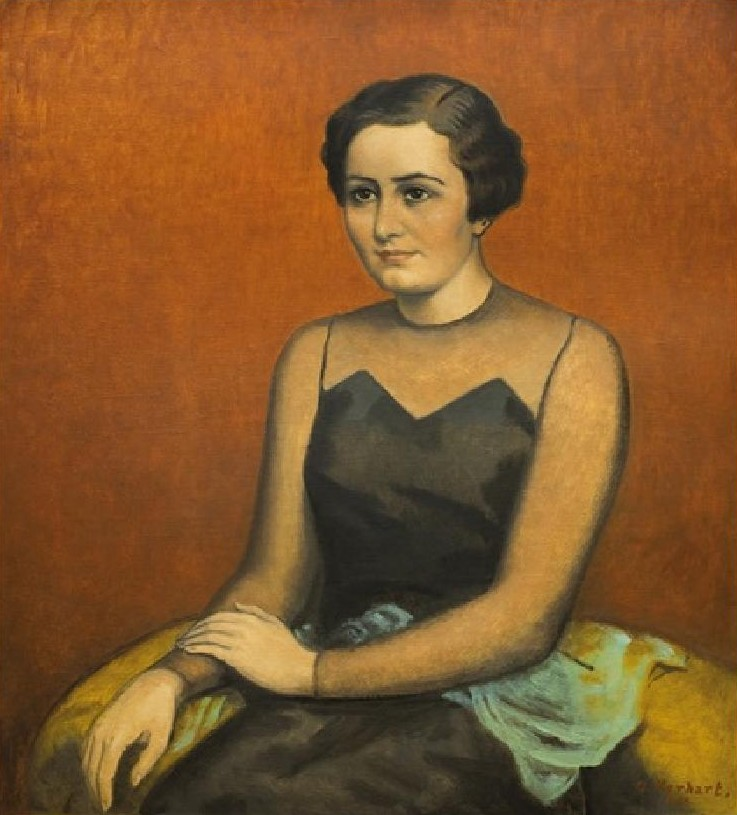
Oldřich Kerhart Dáma v černém (1939)
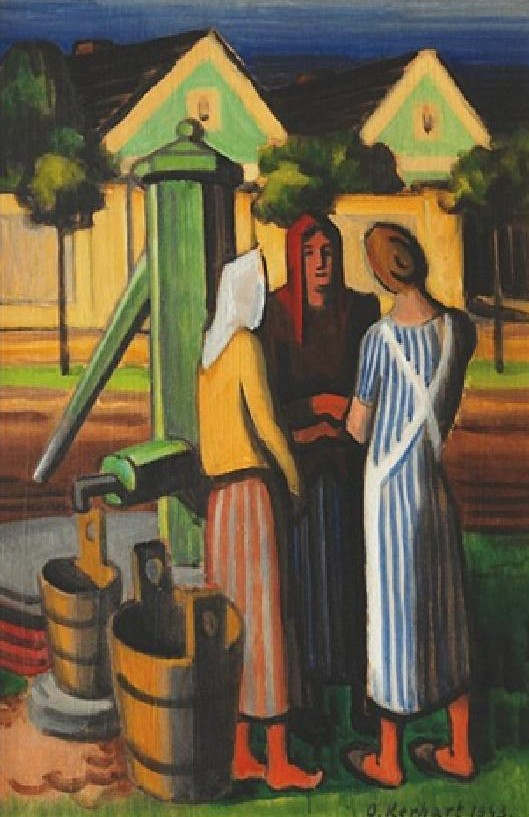
Oldřich Kerhart Na kus řeči (1943)